# Congrés Solvay

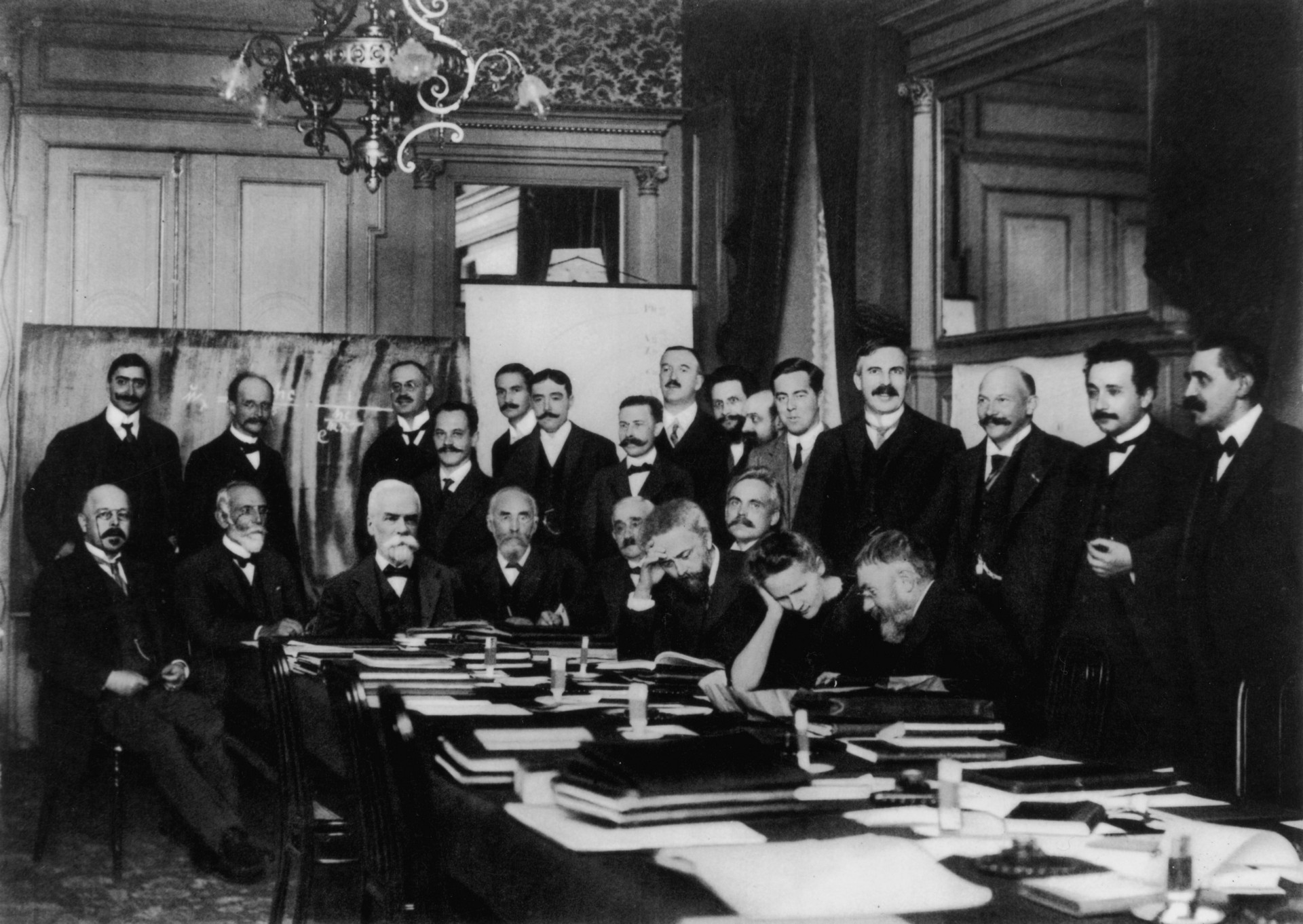
Participants en la primera conferència, el 1911:
Asseguts (esq-dr): W. Nernst, M. Brillouin, E. Solvay, H. Lorentz, E. Warburg, J. Perrin, W. Wien, M. Curie, i H. Poincaré.
Drets (esq-dr): R. Goldschmidt, M. Planck, H. Rubens, A. Sommerfeld, F. Lindemann, M. de Broglie, M. Knudsen, F. Hasenöhrl, G. Hostelet, E. Herzen, J.H. Jeans, E. Rutherford, H. Kamerlingh Onnes, A. Einstein, i P. Langevin.

Els Congressos Solvay (sovint anomenats Conferències Solvay) són unes trobades entre científics que tenen lloc des de 1911. N'hi ha de dos tipus: de física i de química. A principis del segle xx, aquestes conferències, especialment les de física, reunien els més grans científics del moment per a discutir les noves teories i experiments que van revolucionar la física de l'època com ara la mecànica quàntica, la teoria de la relativitat i la radioactivitat. Van ser ideades i organitzades pel químic i industrial belga Ernest Solvay.
Després de l'èxit de la primera conferència, el 1912 es van fundar els Instituts Internacionals Solvay per a la Física i la Química, situats a Brussel·les, que s'encarregaven de coordinar les conferències, tallers, seminaris i col·loquis.
De les 23 conferències de física que s'han organitzat fins ara, 7 es van produir abans de la Segona Guerra Mundial. Després de la guerra, les conferències tenen lloc cada tres anys.

## Primera conferència
Va ser la primera conferència internacional de física. Va tenir lloc a Brussel·les a la tardor del 1911. Hendrik A. Lorentz en va ser el "chairman". El tema va ser "Radiació i Quanta". Va tractar sobre els problemes de tenir dues aproximacions per les lleis de la física: la física clàssica i la teoria quàntica. Albert Einstein era el físic més jove que hi assistia. Entre els altres assistents hi havia grans personalitats científiques com Marie Curie, que durant molts anys va ser l'única dona participant, i Henri Poincaré. (Vegeu la imatge per una llista completa dels assistents.)

## Tercera conferència
La tercera conferència Solvay es va celebrar a Brussel·les entre l'1 i el 6 d'abril de 1921, i girava entorn de la nova teoria atòmica de Niels Bohr sota el títol "Àtoms i electrons". El mateix Bohr no va poder assistir-hi per raons de salut, i P. Ehrenfest es va encarregar de presentar la seva conferència. D'altra banda, Albert Einstein va rebutjar la invitació al congrés com a mesura de protesta, ja que el comitè organitzador no havia convidat molts dels seus compatriotes alemanys per motius polítics.

## Cinquena conferència
Potser la més famosa conferència Solvay va ser la cinquena, celebrada a l'octubre de 1927. Va tractar sobre "Electrons i Fotons". Els més notables físics de l'època es van trobar per discutir la recentment formulada teoria quàntica. Les figures destacades eren Albert Einstein i Niels Bohr. Einstein, decebut pel principi d'incertesa de Heisenberg va remarcar: "Déu no juga als daus". Bohr va replicar, "Einstein, deixa de dir a Déu el que ha de fer". (Vegeu els debats Bohr-Einstein). Disset del vint-i-nou assistents eren o esdevindrien guanyadors del Premi Nobel.

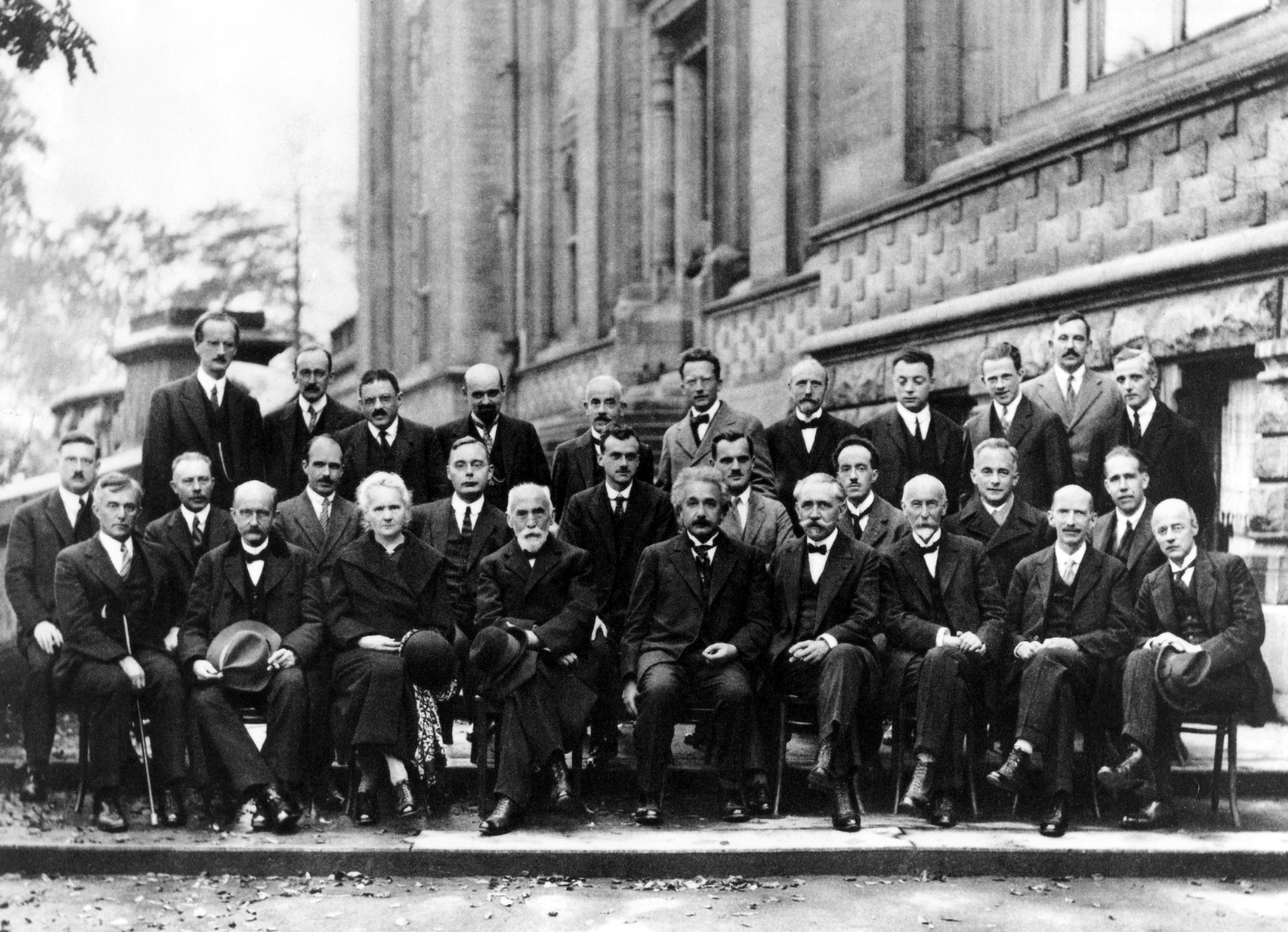
A. Piccard, E. Henriot, P. Ehrenfest, Ed. Herzen, Th. De Donder, E. Schrödinger, E. Verschaffelt, W. Pauli, W. Heisenberg, R.H. Fowler, L. Brillouin,
P. Debye, M. Knudsen, W.L. Bragg, H.A. Kramers, P.A.M. Dirac, A.H. Compton, L. de Broglie, M. Born, N. Bohr,
I. Langmuir, M. Planck, Mme. Curie, H.A. Lorentz, A. Einstein, P. Langevin, Ch. E. Guye, C.T.R. Wilson, O.W. Richardson
Participants en la cinquena conferència, el 1927. Institut Internacional de Física Solvay.